# Entionella eriphiae
Entionella eriphiae is een pissebed uit de familie Entoniscidae. De wetenschappelijke naam van de soort is voor het eerst geldig gepubliceerd in 1980 door Demassieux & Veillet.